# レア・グルーヴ
レア・グルーヴ（英語: Rare groove）とは、直訳すると「珍しいグルーヴ」である。レア・グルーヴは1980年代後半に、音楽ジャーナリズムやディスコ、クラブを中心に注目されるようになった。インターネットが登場する以前は、見つけ難い音楽という意味合いもあった。ネットで音源を調べられる現在では、音盤が再発されたりレア・グルーヴの音盤を確認することも可能になってきた。

## 概要
過去の音楽を後年の価値観で捉え直す際、当時には評価されなかった楽曲の価値が新たに見出される場合がある。その楽曲は、新しい音楽シーンにおいては、音楽面において珍しく入手可能性の面でも希少価値がある。このように、新時代の価値観で「踊れる、ファンキーである、グルーブ感がある」として発掘され、再評価を受けた過去の楽曲を、レア・グルーヴと呼んでいる。主にヒップ・ホップやクラブ・ミュージックの分野で多用される用語である。元々は1985年に、Kiss FMのDJである、ノーマン・ジェイ(Norman Jay)の番組The Original Rare Groove Showを通して紹介された事で知られる。
代表例として挙げられるのは1970年代にアメリカを中心に、ヨーロッパ、ラテン・アメリカ、アフリカで発表された、現在では比較的珍しく、入手困難なファンク、R&B、ジャズ・ファンク、ソウル、ソウル・ジャズ、アフロビート、ラテン音楽、ジャズ、クロスオーバーなどである。現在有名になった音盤以外にも、まだ未発見でレア・グルーヴとして見出される可能性を秘めた過去の音盤が存在する。通常ダンスミュージックとして見られていない音楽であっても、レア・グルーヴとして発掘され、ダンスミュージックとして再評価される事がある。アメリカでは、DJクール・ハーク、グランドマスター・フラシュ、アフリカ・バンバータらが70年代のレアグルーブレコードを演奏した。James Brown、Jimmy Castor Bunch、Incredible Bong Bandが、彼らのプレイリストに含まれていた。人気のブレイクビーツのソースは、ブートレッグ・シリーズ「Ultimate　Breaks　and　Beats」だった。米国で最も長く続いているレアグルーヴのラジオ番組は、WWOZ 90.7 FM（ニューオーリンズ）とwwoz.orgの、Soul Power（1996年番組開始）であり、レアグルーヴの女王とされているDJ SoulSisterが主催している。

## 詳細
サンプリングはヒップホップとラップの最大の特徴の1つであり、ラップ・レコードはアーティストが曲のブレイクの中で、サンプリングしたレアグルーブなどの楽曲を使用している。Eazy-Eの「EazyDuzIt」では、Detroit Emeralds、Bootsy Collins、Funkadelic、Isley Brothers、Sly＆the Family Stone、Temptations、さらにはRichard　Priarをサンプリングした。レアグルーヴ・サンプルの例は、現代のヒップホップ（特にG-funkのFunkadelicの大量のサンプリング）に見られる。
Schoolly Dは、アルバム「Am I Black Enough for You」（1989）で、James Brown、Lyn Collins、The JB's、Maceo＆Macksなどのサンプルを使用した。
1960年代半ばから1970年代にかけてのアメリカでは、ソウル、R＆B、ファンク、ディスコなどの新しいブラックミュージックが生まれた。当時はジェイムズ・ブラウンやパーラメント、スライ・ストーンなどのアーティストの成功に影響され、アフロアメリカンのローカル・アーティストや、インディーズレーベルが大量に生まれ活動していた。また、ジャズやクロスオーバーの分野でも同様で、インディー・メジャーを問わず様々なレーベルやアーティストが活動していた。一部は全米規模の人気とセールスを獲得したが、その音盤の多くは全米で流通されることはなく、忘れられた存在となった。70年代のニューヨーク、サウスブロンクスではアフリカ・バンバータらが、インクレディブル・ボンゴ・バンドの「アパッチ」をアメリカ国歌のようにかけていた。
1980年代後半になるとイギリスのクラブDJや、アメリカのヒップホップのアーティストが、レアグルーブのレコードを積極的に探すようになった。クラブDJは同時代のレコードのプレイだけでは飽き足らなくなり、新たな「ネタ」を求め過去の音楽を探求し始めた。一方、ヒップホップ系のアーティストは、サンプリングの対象として過去の音楽の再利用を日常的に行っていたが、そのためにサンプリングする音源として過去の音盤を積極的に発掘（ディギング）するようになった。両者に共通していたのは、アーティストや曲の有名無名を問わず、自分自身の価値観で楽曲に接し、評価する柔軟性であった。
その結果、過去の音源を発掘し、グルーヴ（ノリ）という観点から再評価するというムーブメントが起きた。この結果発掘された過去の楽曲のことを、レア・グルーヴと呼ぶようになった。以降、よく知られたアーティストの曲でも、アルバム中の佳作とされている曲、忘れられた曲や全く評価されていなかった曲、シングルのB面の曲など、それまであまり注目されていなかった楽曲のこともレアグルーブと呼ばれている。現在の楽曲も、年月が経過し過去のものになれば、レア・グルーヴとして見出される対象になるというのが一般的解釈である
レア・グルーヴの曲のリズムパート等はサンプリングされ、ヒップホップ、ハウスなどのジャンルの曲で好んで使用されている。また、同時代のアーティストが作る曲に飽き足らなくなったDJが、クラブで過去のレアグルーブ曲をプレイしている。

## 代表的アーティストと曲
- ジェームス・ブラウン　-　「ギブ・イット・アップ・オア・ターン・イット・ルーズ」
- インクレディブル・ボンゴ・バンド - 「アパッチ」
- ジミー・キャスター・バンチ - 「イッツ・ジャスト・ビガン」
- ザ・ヘッドハンターズ - 「ゴッド・メイク・ミー・ファンキー」
- ホール・ダーン・ファミリー - 「セブン・ミニッツ・オブ・ファンク」
- ロイC&ハニー・ドリッパーズ - 「インピーチ・ザ・プレジデント」
- ターナ・ガードナー - 「ハートビート」
- モホークス
- ブラック・ヒート
- スカル・スナップス/Skull Snaps
- バンブルビー・アンリミテッド（パトリック・アダムス制作）
- ユニバーサル・ロボット・バンド（同）
- ハーマン・ケリー＆ライフ
- ベイビー・ヒューイ
- デトロイト・エメラルズ
- TSモンク
- ベイブ・ルース（バンド） - 「ザ・メキシカン」
- ラファイエット・アフロ・ロック・バンド
- サイマンデ

## レア・グルーヴ・アーティスト
- ジェームス・ブラウン
- スライ・ストーン
- パーラメント
- ファンカデリック
- ジョージ・クリントン
- ブーツィー・コリンズ
- メイシオ・パーカー
- フレッド・ウェズリー
- JBs
- ボビー・バード
- リン・コリンズ（英語版）
- ヴィッキー・アンダーソン
- マーヴァ・ホイットニー
- パーレット
- ブライズ・オブ・ファンケンシュタイン
- ロジャー・トラウトマン
- ザップ
- ヴォーン・メイソン＆クルー